# Јеврем Коснић
Јеврем Коснић (Санкт Гален, 28. април 1993) српски је професионални фудбалер. Игра на позицији центархалфа, а тренутно наступа за Таранто.
Рођен у Швајцарској, каријеру је започео као фудбалер ФК Рад у Србији.